# ستيف بيتمان
ستيف بيتمان (بالإنجليزية: Steve Pittman)‏ هو لاعب كرة قدم أمريكي في مركز الدفاع، ولد في 18 يوليو 1967 في ويلسون في الولايات المتحدة. شارك مع منتخب الولايات المتحدة لكرة القدم. أما مع النوادي، فقد لعب مع تامبا باي موتيني وسبورتينغ كانساس سيتي وشروزبري تاون وفورت لودردايل سترايكرز ونادي إيست فيف ونادي بارتيك ثيسل ونادي دندي ونادي ستنهاوسموير وويكمب وندررز.

## وصلات خارجية
- ستيف بيتمان على موقع الدوري الأمريكي (الإنجليزية)
- ستيف بيتمان على موقع قاعدة بيانات كرة القدم.إي يو (الإنجليزية)
- ستيف بيتمان على موقع ناشيونال فوتبول تيمز (الإنجليزية)
- ستيف بيتمان على موقع Soccerbase.com (لاعب) (الإنجليزية)
- ستيف بيتمان على موقع عالم كرة القدم.نت (الإنجليزية)